# National Council of Nigeria and the Cameroons
Der National Council of Nigeria and the Cameroons (NCNC, Nationaler Rat für Nigeria und Kamerun) war eine nigerianische politische Partei von 1944 bis 1966.

## In der Kolonialzeit
Die Partei wurde 1944 von Nnamdi Azikiwe und Herbert Macaulay gegründet. Der Umstand, dass sie sich gleichzeitig auf Nigeria und Kamerun berief, leitet sich daraus ab, dass die ehemalige deutsche Kolonie Kamerun nach dem Ersten Weltkrieg an Großbritannien und Frankreich abgetreten worden war. Nordkamerun wurde dabei der britischen Kolonie Nigeria einverleibt, blieb dort aber ein selbständiger Verwaltungsbezirk. Der NCNC war ein Sammelbecken für nationalistische Parteien, kulturelle Vereinigungen und Arbeiterorganisationen. Nachdem die so genannte Macphershon Constitution von 1950 es den Nigerianern ermöglichte sich unter britischer Kolonialhoheit auf regionaler Ebene parlamentarisch repräsentieren zu lassen, wurde der NCNC Regierungspartei in Ostnigeria. Mit der Unabhängigkeit Nigerias stieg Azikiwe vom Premierminister Ostnigerias zum Generalgouverneur des gesamten Landes auf. Als sich Nigeria 1963 in eine Republik verwandelte, wurde Azikiwe Staatspräsident.

## Als Regierungspartei
Die Regierungskoalition von NCNC und NPC (Northern People’s Congress) war von Anfang an starken Spannungen ausgesetzt, was vor allem in den regionalen Parlamenten zu folgenschweren Konfrontationen führte. Der NPC war muslimisch und regionalistisch orientiert und wurde von der alten Aristokratie des Nordens unterstützt, während der NCNC eher christlich, nationalistisch und populistisch ausgerichtet war. Doch obwohl der NCNC den Anspruch erhob, ganz Nigeria zusammenzuführen und sich dabei besonders für ethnische Minderheiten einzusetzen, warfen ihm seine Gegner vor, allein die Interessen der Igbo-Bevölkerung im Südosten zu vertreten. Im schnell verrohenden politischen Klima der ersten Republik gingen Gegner des NCNC in der Westregion in brutalen Einschüchterungskampagnen gegen einzelne Anhänger der Partei vor. Die Machtübernahme des Militärs 1966 war auch das Ende für den NCNC. 